# WoWWiki
WoWWiki er en wiki om Warcrafts fiktive univers lavet af Blizzard. Den dækker alle Warcraft-spil, herunder MMORPGet World of Warcraft og spil hvor warcraft-universet indgår som online-kortspillet Hearthstone og Heroes of the Storm. I 2010 blev der oprettet en selvstændig fork kendt som Wowpedia.
Det er både et specialiseret wiki bygget op omkring Warcraft universet og et samarbejdsprojekt med plads til at spilleren udvikler og publicere strategier til Warcraft-spillene. 
Det er blevet kaldt "den bedste kendte MMO wiki",  "den næststørste engelsksprogede wiki i verden bag Wikipedia,"  og "moderen til alle WoW informative kilder. WoWWiki kører på MediaWiki og er medlem af Wikia nettet.
I december 2010 begyndte Blizzard at inkorporere links til Wowpedia og databasen Wowhead på deres nye World of Warcraft Community-side.

## Baggrund
Wowwiki startede 24. november 2004 som en portal med information om World of Warcraft-universet, spillet og spilmodifikationer, bedre kendt som add-ons. 
På side finder man nu flere oplysninger ikke blot om PC spil men også om de relaterede kortspil, den tidligere serie af real-time strategi (RTS), som online rollespil bygger på, offentliggjort litteratur, World of Warcraft-mangan, kendt lore (grundlæggende historie spil er baseret på, "legenden"), og hvis Blizzard har frigivet nogle oplysninger om fremtidige udvidelser til spillet.